# یانوستروو
یانوستروو (به لاتین: Janostrów) یک روستا در لهستان است که در گمینا دوبینکا واقع شده‌است.